# Bombshell - La voce dello scandalo
Bombshell - La voce dello scandalo (Bombshell) è un film del 2019 diretto da Jay Roach.

## Trama
Nel 2016 il presidente ed amministratore delegato della Fox è Roger Ailes. Anziano e malato, detiene un potere pressoché assoluto all'interno della sede della Fox e si occupa non solo delle questioni burocratiche, ma fa spesso visita agli studi per occuparsi di questioni tecniche e segue personalmente le trasmissioni più importanti, interagendo via telefono con la regia grazie a una linea diretta.
Megyn Kelly, una delle più celebri conduttrici di Fox News, viene scelta come moderatrice del dibattito con il candidato alla nomination repubblicana, Donald Trump, e Megyn chiede all'imprenditore e futuro presidente di alcuni suoi commenti diffamatori nei confronti delle donne. In seguito al dibattito, Trump twitta insulti rivolti alla conduttrice e in molti lo imitano. In seguito, un paparazzo segue la famiglia di Megyn a casa sua per fotografarne la vita e i giovani figli, costringendo suo marito Douglas a cacciarlo e Ailes a procurarle una squadra di scorta. La voce di Megyn spiega che tutto ciò che interessa a Roger Ailes sono le apparenze, pertanto le conduttrici sono obbligate a indossare gonne (e non pantaloni) e i cameramen sono costretti a servirsi di inquadrature lunghe per esaltarne le gambe (si sapeva che questa pratica si svolgeva effettivamente in The Kelly File, in cui durante le interviste la telecamera tagliava in un ampio spazio per mostrare le gambe della presentatrice).
Intanto un'altra nota conduttrice della Fox, Gretchen Carlson, viene trasferita da uno dei programmi di punta dell'emittente, Fox and Friends, ad un programma televisivo meno seguito e popolare, in onda il pomeriggio, una delle fasce orarie meno ambite a causa degli ascolti in genere meno frequenti. Infastidita dai numerosi commenti sessisti in onda e dietro le quinte, incontra segretamente due avvocati. Essi le spiegano che, a causa di una clausola del suo contratto, non le è possibile denunciare la Fox, tuttavia c'è un modo per aggirare l'ostacolo: intentare una causa contro Roger Ailes per molestie sessuali. I due avvocati le rivelano che la giornalista Rudi Bakhtiar era stata licenziata, anni prima, dopo aver rifiutato i desideri sessuali di un altro dirigente della Fox. Gretchen e i due legali vogliono denunciare il dirigente per molestie sessuali, ma gli avvocati affermano che avranno bisogno di testimonianze anche da parte delle altre donne.
Kayla Pospisil, infine, è l'ultima arrivata. Lavora inizialmente con Gretchen, ma presto accetta un'offerta per un programma migliore. Tuttavia il conduttore Billy O'Reilly la caccia già al primo giorno e, presa dallo sconforto, Kayla si ubriaca e passa la notte con la collega Jess Carr. La mattina successiva, Kayla rimane scioccata nel vedere un poster di Hillary Clinton a casa sua. Chiedendole perché una lesbica liberale lavorerebbe alla Fox, Jess le confida di aver cercato lavoro anche in altri posti, ma la Fox è stata l'unica emittente televisiva ad assumerla e ora che lavora lì non verrebbe accettata da nessuna parte. Il giorno successivo Kayla si reca nell'ufficio di Ailes, il quale, dopo averle brevemente parlato, le fa alzare la gonna del vestito per vederne l’intimo. Kayla, imbarazzata, supplica Ailes di non farne parola con nessuno e lui acconsente, ma in cambio le chiede lealtà. Disgustata, Kayla prova a raccontare l’accaduto a Jess, che però rifiuta di ascoltarla per il suo bene.
Durante una trasmissione, Gretchen Carlson fa una dichiarazione molto pesante, provenendo da un'emittente repubblicana, dicendosi favorevole alla restrizione sulla vendita delle armi d'assalto ai privati. Convocata nell'ufficio di Ailes, viene immediatamente licenziata senza ricevere una motivazione valida. A quel punto, decide di querelare Ailes e rende di pubblico dominio le accuse di molestie, che vengono prontamente negate dall'interessato di fronte alla moglie Beth e ai suoi avvocati. A tutte le donne del personale viene chiesto di difendere Ailes, e loro acconsentono. La sola Megyn, forte della sua posizione e del suo potere mediatico, si mantiene neutrale, preferendo non commentare la situazione nelle settimane a venire. La sua scelta non passa inosservata.
Nessuna donna conferma le accuse, e anzi tutte negano di essere costrette a indossare abiti corti durante le dirette, affermando al contrario di farlo per scelta. Questo distrugge le speranze di Gretchen, che tra l'altro deve affrontare il fatto che, in quanto ex conduttrice di spicco della Fox, non ha speranze di trovare lavoro in altre emittenti. Megyn, intanto, incontra un avvocato, il quale la invita a indagare e scoprire se altre donne sono state molestate o stuprate da Ailes o O’Reilly. Gli sforzi di Megyn hanno successo e alcune donne, tra cui Kayla (che confessa immediatamente), si fanno avanti. Megyn stessa è una delle vittime: anni prima Ailes la molestò, ma lei decise di tacere perché era consapevole che, in caso contrario, non avrebbe mai fatto carriera, e Kayla quindi la accusa di aver messo in pericolo tutte le altre donne dell'emittente e potenzialmente d'America, perché grazie al suo potere mediatico avrebbe potuto e potrebbe cambiare la situazione o almeno contribuire a farlo. Kayla chiama anche Jess, confessandole i ricatti sessuali subiti da Ailes e di aver accettato per ambizione, ma anche che ha intenzione di uscire allo scoperto.
Megyn decide di parlare e rivela agli avvocati che Ailes cercò di baciarla nel 2006, e durante l'incontro scopre che ben altre 22 conduttrici della Fox hanno parlato prima di lei. Dopo che le accuse diventano pubbliche, altre donne della Fox decidono di farsi avanti, e i veri volti e i nomi di alcune di esse sono mostrati a schermo. L'avvocato di Ailes gli comunica che Gretchen aveva registrato tutte le loro conversazioni e che, grazie ai nastri, vincerà il caso; gli spiega anche che Gretchen e il suo team hanno deliberatamente atteso così tanto prima di renderle pubbliche così da sfruttare le insistenti smentite da parte di Ailes per fargli perdere credibilità. L'uomo si incontra dunque con uno dei fondatori della Fox, Rupert Murdoch, che gli dice che il contratto verrà risolto e gli offre una buonuscita colossale. Ailes, a questo punto, chiede a Murdoch di dare la notizia assieme in redazione, ma l'imprenditore rifiuta.
Rupert Murdoch va agli uffici della Fox e comunica a tutti i dipendenti che Roger Ailes è stato licenziato e che lui stesso ne prenderà il posto. Kayla, in un momento di ottimismo, posa sulla scrivania di Jess una foto che ritrae la collega insieme a un'ex compagna, dopo averle lei stessa consigliato tempo addietro di non esibirla in ufficio, ma Jess la ripone nel cassetto dov'era prima. Questo particolare e il sentire Murdoch ringraziare Ailes per il contributo dato all'emittente, fa capire a Kayla che in realtà non è cambiato nulla, e amareggiata lascia gli uffici. Gretchen Carlson riceve un risarcimento di 20 milioni di dollari dalla Fox e delle scuse ufficiali, ma l'accordo che regola il risarcimento prevede che lei non possa parlare del caso. A quel punto, rompe la quarta parete e dice agli spettatori che in realtà le importa solo che la gente le creda, e al commento di uno degli avvocati che le dice che verrà imbavagliata, lei risponde "forse".

## Produzione

### Sviluppo
Roger Ailes morì nel 2017, e poco dopo l'evento la Annapurna Pictures annunciò di stare lavorando a un film incentrato sulla causa per molestie sessuali che gli era stata intentata nel 2016. Charles Randolph fu ingaggiato per stendere la prima sceneggiatura. Jay Roach fu ingaggiato nel maggio 2018 come regista, e in agosto fu rivelato che i produttori sarebbero stati gli stessi Randolph e Roach, assieme a Beth Kono, AJ Rix e Margaret Riley, e che il film sarebbe stato prodotto dalla Denver and Delilah Productions, di proprietà di Charlize Theron.
La Annapurna rinunciò allo sviluppo del film in ottobre, e iniziarono le trattative con Participant Media, Focus Features e Amblin Entertainment per trovare fondi. Le prime due compagnie rinunciarono in breve tempo, e subito si inserì la Lionsgate, che chiuse immediatamente un accordo per la distribuzione. A dicembre Theodore Shapiro fu ingaggiato come compositore e Barry Ackroid come direttore della fotografia.
Il titolo di lavorazione del film era Fair and Balanced, che fu cambiato in Bombshell nell'agosto 2019. Megyn Kelly rivelò in seguito di non aver avuto alcun ruolo nella lavorazione del film.

### Cast
In occasione dell'annuncio che la compagnia di proprietà di Charlize Theron avrebbe prodotto il film, fu annunciato che lei stessa era in trattative per recitare nel ruolo di Megyn Kelly. Nicole Kidman e Margot Robbie entrarono in trattative ad agosto, rispettivamente nei ruoli di Gretchen Carlson e di un personaggio originale, e Charlize Theron fu confermata nel ruolo di protagonista. A distanza di tre settimane, fu annunciato che il ruolo di Roger Ailes era andato a John Lithgow. A settembre entrarono nel cast Allison Jenney, nel ruolo dell'avvocato Susan Estrich, e Kate McKinnon, nel ruolo originale di una produttrice televisiva.
Altri attori unitisi al cast tra ottobre e dicembre 2018 furono:
- Malcolm McDowell, nel ruolo di Rupert Murdoch;[15]
- Mark Duplass, nel ruolo di Douglas Brunt;[16]
- Alice Eve, nel ruolo di Ainsley Earhardt;[16]
- Brigette Lundy-Paine e Liv Hewson in ruoli originali;[17]
- Alanna Ubach, nel ruolo di Jeanine Pirro;[18]
- Elisabeth Röhm, nel ruolo di Martha MacCallum;[19]
- Spencer Garrett, nel ruolo di Sean Hannity;[19]
- Connie Britton, nel ruolo di Beth Ailes;[20]
- Ashley Greene, nel ruolo di Abby Huntsman;[21]
- Brooke Smith, nel ruolo di Irena Brigante;[22]
- Michael Buie, nel ruolo di Bret Baier;[22]
- Nazanin Boniadi, nel ruolo di Rudi Bakhtiar;[23]
- Bree Condon, nel ruolo di Kimberly Guilfoyle;[24]
- Rob Delaney, nel ruolo di Gil Norman (non rivelato);[25]
- Ahna O'Reilly, nel ruolo di Julie Roginsky;[26]
- Elon Musk, nel ruolo di se stesso (cameo);
- Donald Trump, nel ruolo di se stesso nelle immagini di archivio;

Robin Weigert, infine, si unì al cast nel giugno 2019, nel ruolo di Nancy Smith, uno degli avvocati di Gretchen Carlson.
Nel film compare brevemente, senza interagire parlando, anche Elon Musk in un cameo.
Attraverso le immagini di archivio compare anche Donald Trump.

### Riprese
Le riprese del film sono iniziate il 22 ottobre 2018 a Los Angeles.

## Promozione
Il primo teaser trailer del film viene diffuso il 21 agosto 2019.

## Distribuzione
La pellicola è stata distribuita nelle sale cinematografiche statunitensi a partire dal 20 dicembre 2019. In Italia, a causa dell'emergenza COVID-19, ne è stata annullata la distribuzione nei cinema, inizialmente prevista per il 26 marzo 2020, ed è stato distribuito direttamente in streaming su Prime Video il 17 aprile dello stesso anno.. Successivamente, il film è stato distribuito nelle sale il 1º luglio.

## Accoglienza

### Incassi
Al 6 marzo 2020, a fronte di un budget di circa 31 milioni di dollari, Bombshell ha incassato 59,6 milioni di dollari nel mondo, di cui 31,8 negli Stati Uniti d'America. I risultati furono considerati insoddisfacenti e le motivazioni ricondotte all'esistenza in parallelo di altri progetti incentrati sullo scandalo Fox/Ailes, in particolare il documentario Divide and Conquer: The Story of Roger Ailes e la serie di Showtime The Loudest Voice. Forbes ha inoltre sottolineato come il pubblico non abbia molto interesse nello "spendere soldi e tempo al cinema per un film in cui le donne sono trattate in maniera terribile da uomini di potere... in particolare (parlando in generale) le donne".

### Critica

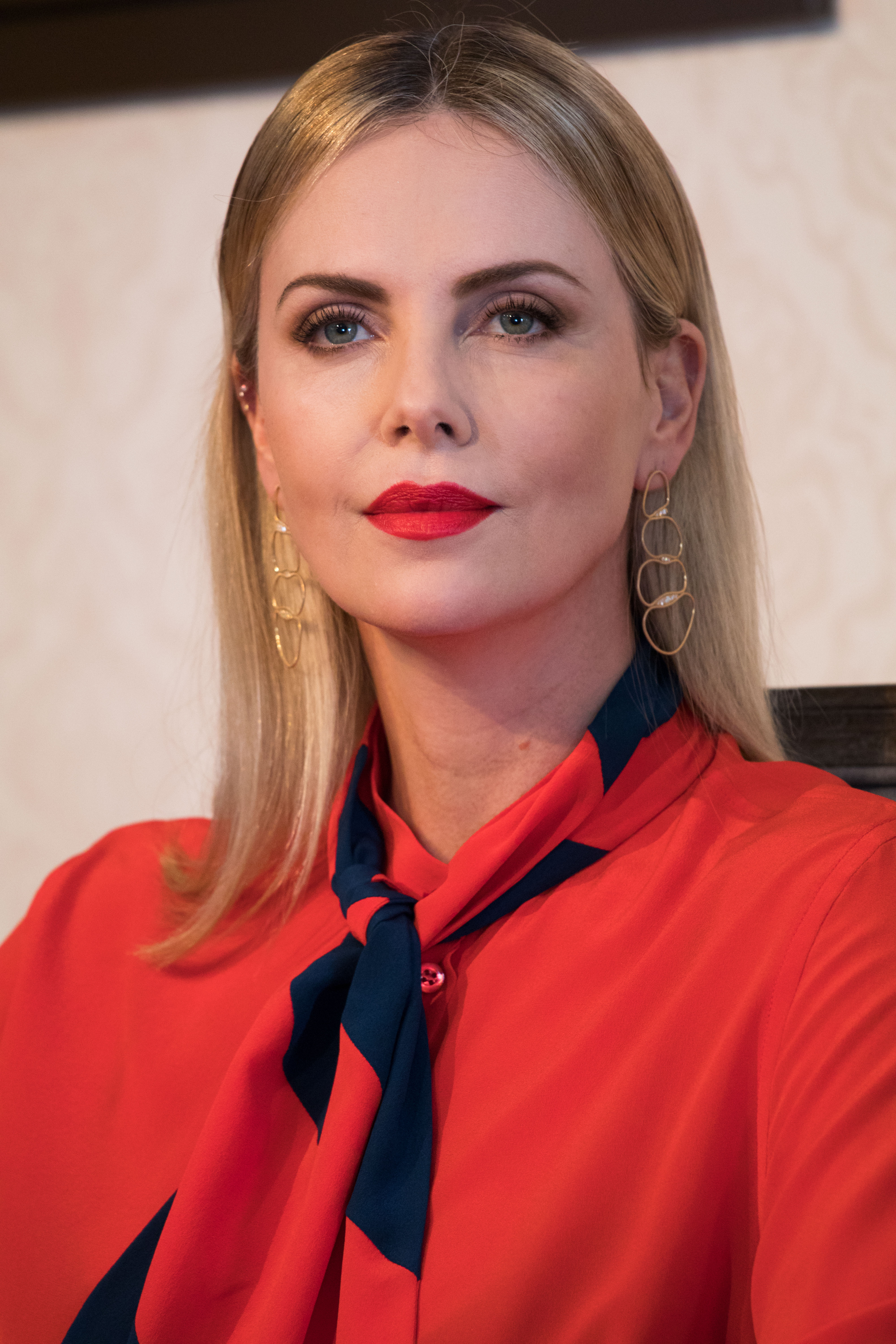
L'interpretazione da parte di Charlize Theron è stata lodata dalla critica e le è valsa la terza candidatura in carriera agli Oscar nella categoria miglior attrice.

A fronte di risultati non eccezionali al botteghino, il film è stato accolto in maniera generalmente favorevole dalla critica. Rotten Tomatoes assegna al film un punteggio di 6.72/10, lodandone cast e soggetto, ma esprimendo riserve sull'approfondimento:
(Rotten Tomatoes, )

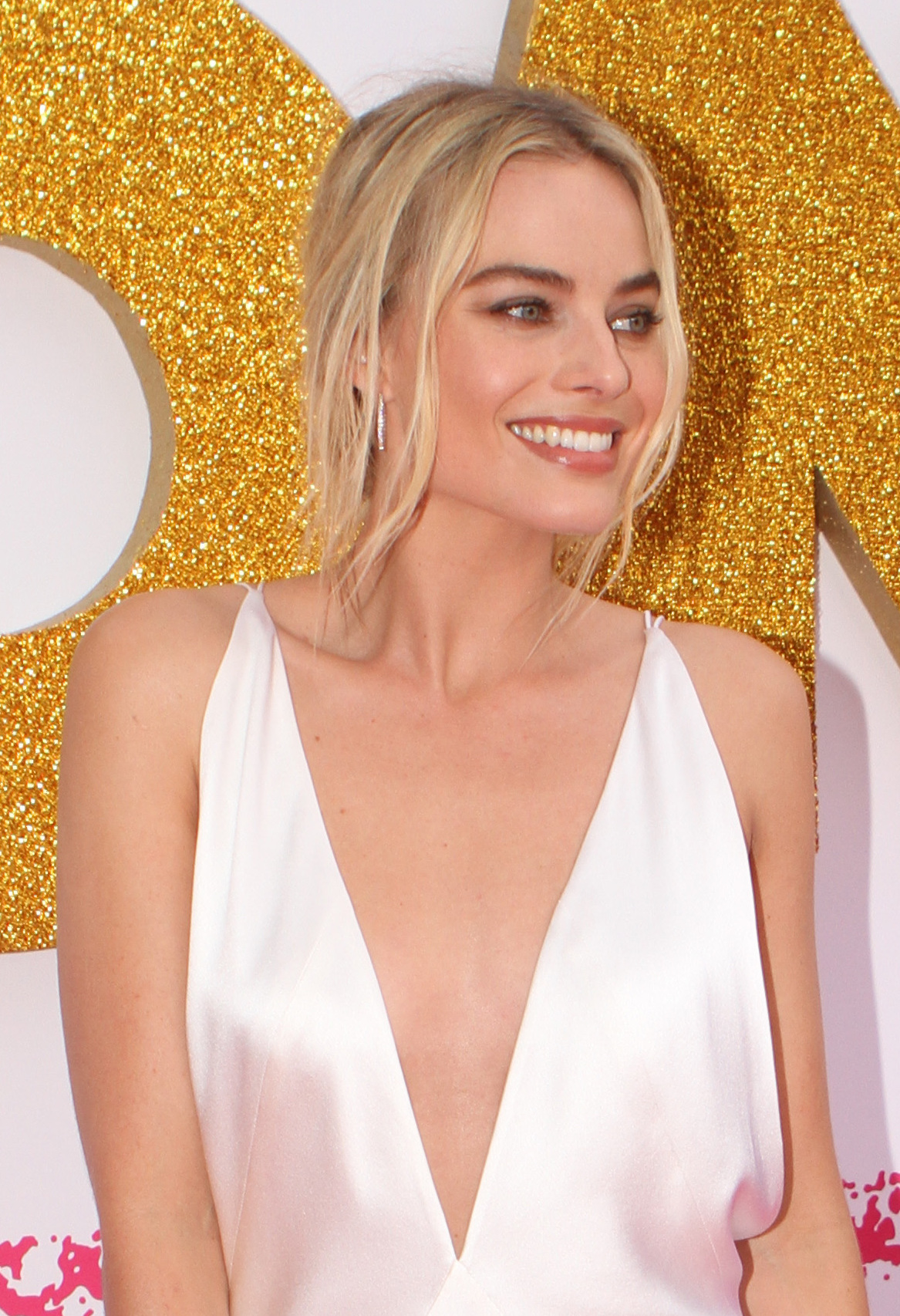
Margot Robbie ha ricevuto la seconda nomination agli Oscar della sua carriera, nella categoria Miglior attrice non protagonista.

Su Metacritic il voto medio è di 64/100 basato su 46 recensioni, il che indica "recensioni generalmente positive", mentre PostTrak assegna alla pellicola un punteggio di 4/5 stelle, con il 70% delle recensioni che ne raccomandano la visione.
Il critico cinematografico Owen Gleiberman, recensendo il film per Variety, ha espresso un giudizio positivo e ha scritto:

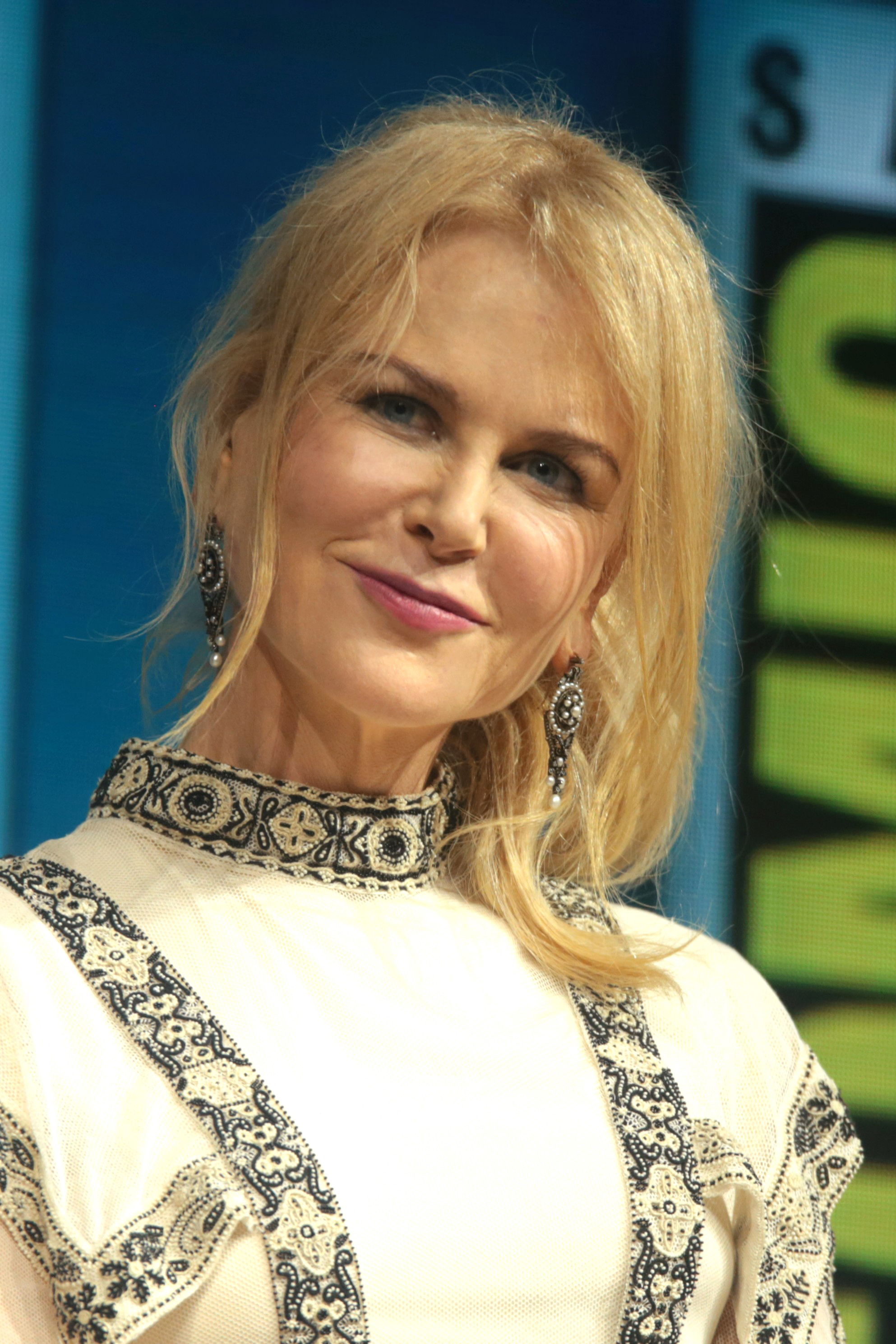
Nicole Kidman è stata candidata ai Satellite Award e agli Screen Actor Guild Awards (nel ruolo di miglior attrice non protagonista).

Più contenuta e critica è stata la recensione di Moira Macdonald sul The Seattle Times, a giudizio della quale

#### Accoglienza da parte dei reali protagonisti della vicenda
Megyn Kelly ha affermato che il film si è "preso delle libertà" per quanto riguarda la sua storia, e ha espressamente negato di aver rivelato a Murdoch la domanda che intendeva fare a Donald Trump durante il dibattito, e anche che Ailes l'abbia gradita. La giornalista ha inoltre dichiarato:

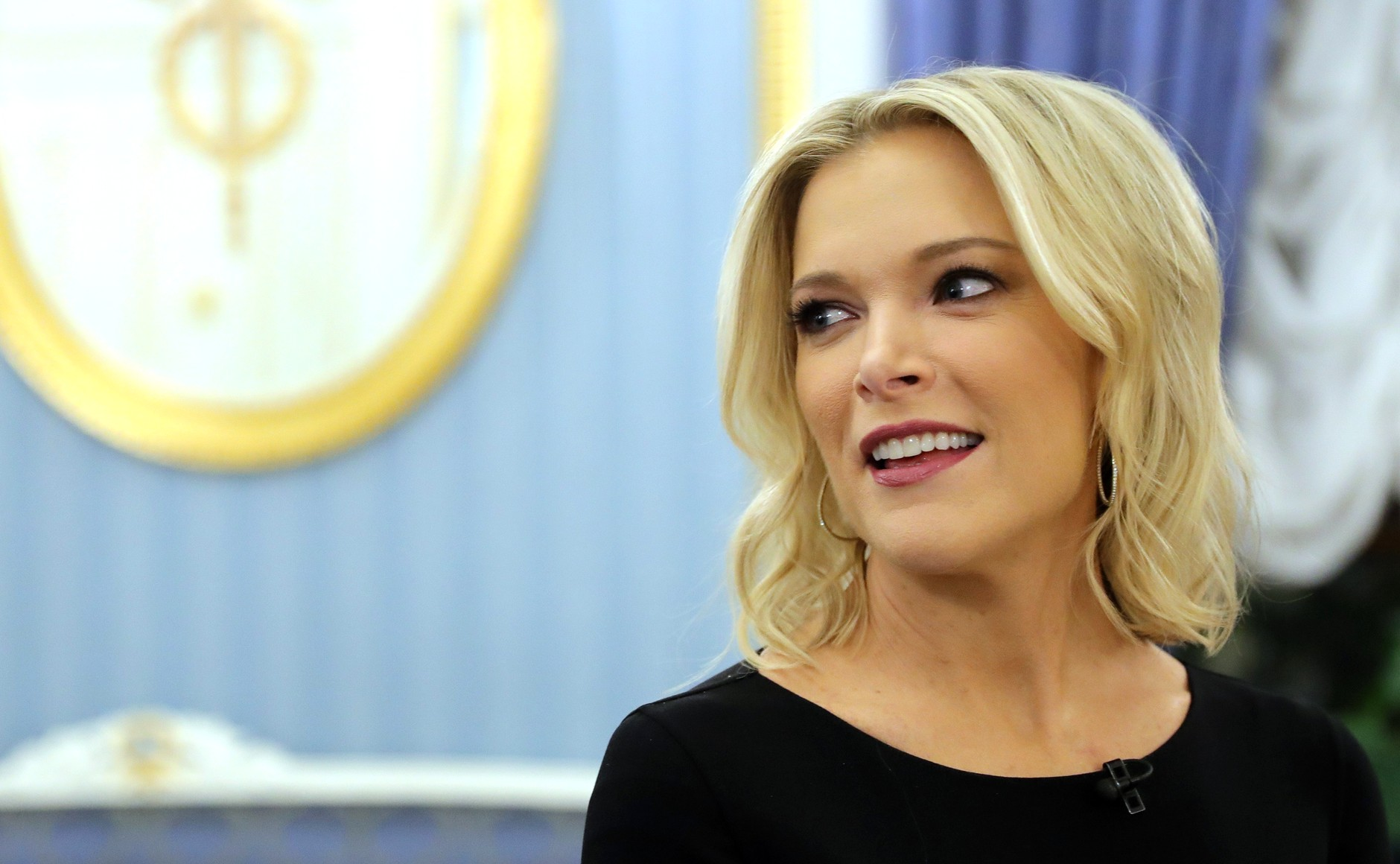
Megyn Kelly è stata tra i reali protagonisti della vicenda.

Nel gennaio 2020, Megyn Kelly ha pubblicato su YouTube un video della durata di circa mezz'ora, che riprende una tavola rotonda cui parteciparono lei stessa, Juliet Huddy, Rudi Bakhtiar, Douglas Brunt, Aisley Earhardt e l'ex produttrice della Fox Julie Zann e durante la quale venne discusso il film. Molti dei fatti messi in scena furono confermati, e tra essi vi furono le scene in cui Roger Ailes, nel proprio ufficio, chiede ad alcune giovani donne, tra cui Kayla Pospisil, di fare un giro su se stesse per poterne vedere i corpi; Julie Zann, in lacrime, disse che la realtà è stata persino "peggiore" e che la produzione
Megyn Kelly si è concentrata in particolar modo sulla scena in cui la se stessa del film è accusata da Kayla Pospisil di non aver rivelato le molestie subite da Roger Ailes, contestandone in particolar modo la scrittura e definendola "colpevolizzazione di una vittima", e aggiungendo che era evidente come la scena fosse stata "scritta da un uomo"; tuttavia ha anche aggiunto che, all'interno del film, quella scena ha lo scopo di ricordarle che avrebbe potuto fare di più per le vittime.

## Riconoscimenti
Il film ha ricevuto diverse candidature a vari premi dell'industria cinematografica.
- 2020 - Premi Oscar[44]
  - Miglior trucco e acconciatura a Vivian Baker, Anne Morgan e Kazu Hiro
  - Candidatura per la migliore attrice a Charlize Theron
  - Candidatura per la migliore attrice non protagonista a Margot Robbie
- 2020 - Golden Globe[45]
  - Candidatura per la migliore attrice in un film drammatico a Charlize Theron
  - Candidatura per la miglior attrice non protagonista in un film a Margot Robbie
- 2020 - Premi BAFTA[46]
  - Miglior trucco e acconciatura a Vivian Baker, Anne Morgan, Kazu Hiro
  - Candidatura per la migliore attrice protagonista a Charlize Theron
  - Candidatura per la migliore attrice non protagonista a Margot Robbie
- 2019 - Satellite Award[47]
  - Candidatura per il miglior film drammatico
  - Candidatura per la miglior attrice in un film drammatico a Charlize Theron
  - Candidatura per la miglior attrice non protagonista a Nicole Kidman
  - Candidatura per la miglior attrice non protagonista a Margot Robbie
- 2020 - Critics' Choice Awards[48][49]
  - Miglior trucco
  - Candidatura per la miglior attrice a Charlize Theron
  - Candidatura per la miglior attrice non protagonista a Margot Robbie
  - Candidatura per il miglior cast corale
- 2020 - Screen Actors Guild Award[50]
  - Candidatura per la miglior attrice cinematografica a Charlize Theron
  - Candidatura per la miglior attrice non protagonista cinematografica a Nicole Kidman
  - Candidatura per la miglior attrice non protagonista cinematografica a Margot Robbie
  - Candidatura per il miglior cast cinematografico